# Läst (rymdmått)
För verktyget som används vid tillverkning och reparation av skor, se Läst.
Läst är ett gammalt rymdmått som använts i Sverige sedan medeltiden. 
Volymen av en läst har varierat med olika varor och tidpunkter, för till exempel träkol motsvarade det 20 hl. 
1 läst salt motsvarade 18 tunnor, 1 gemen läst 12 tunnor. En skeppsläst motsvarade 24 tunnor spannmål, 4 famnar ved eller 18 skeppund vägbara varor.
Läst har i språkbruket även bevarats för mätning av träkol. Före metersystemets införande (1887-1888) var 1 läst träkol = 12 tunnor à 36 kappar, d.v.s. 19,8 hektoliter. Den s.k. meterlästen anpassades till metersystemet och jämnades ut till 20 hektoliter. Kalk och sand för byggnadsändamål mättes förr också på samma sätt som träkol.
Läst har även använts inom sjöfarten för att ange ett lastfartygs dräktighet. Enligt 1840 års skeppsmätningsreglemente angavs den tyngd som fordrades för att nedtrycka ett fartyg från lossvattenlinjen till lastvattenlinjen i visst antal svår läst, och där ansågs en svår läst utgöra 18 skeppund järn (= 2,5 ton), vilken vikt motsvarade 17 tunnor beck, 30-32 tunnor havre o.s.v. enligt en särskild tabell. I 1865 års kungliga förordning rörande skeppsmätning uttrycktes dräktigheten i nyläst, vilka motsvarade 100 centner, 10 000 skålpund eller 4,25 ton.
År 1874 ersattes det av registerton.